# Arniocera lautuscula
Arniocera lautuscula är en fjärilsart som beskrevs av Karsch 1897. Arniocera lautuscula ingår i släktet Arniocera och familjen Thyrididae. Inga underarter finns listade i Catalogue of Life.